# Ansambel Ajda
Ansambel Ajda je narodnozabavna zasedba, katere začetki segajo v leto 1990. Uradno je delovala do leta 2008. Pozneje sta se oblikovali novi zasedbi pod enakim imenom.

## Delovanje
V obdobju prvega desetletja je ansambel deloval predvsem lokalno in člani tedanje zasedbe niso imeli velikih ambicij in želja po ustvarjanju avtorske glasbe. Kljub vsemu pa so predvsem s pomočjo Igorja Podpečana, Pavla Prosenca, Franca Ankersta in nekaterih drugih avtorjev leta 1998 izdali svoj prvenec, projekt z naslovom Najlepše je, ko se zaljubiš.
V letu 2002 se je po daljšem premoru ansambel obudil v povsem drugačni zasedbi. Ekipi sta se pridružila nekdanja člana najstniške zasedbe iz Trbovelj Mladi upi, in sicer Jani Cestnik in Tomaž Teržan, ansambel je dobil novega vokalista in avtorja besedil Tadeja Prosenca, harmonikarja Uroša Križmana, Drago Cukjati pa je kot vokalist in baritonist bil še edini član iz prvotne zasedbe in s tem tudi ustanovni član.
V letu 2004 so posneli pesem z naslovom Deklica. Z omenjeno pesmijo so se premierno predstavili v oddaji Pri Jožovcu z Natalijo. Leta 2005 so se udeležili festivala v Marija Reki, kjer so dosegli peto mesto. 28. marca leta 2008 so ob izidu albuma Deklica v športni dvorani v Zagorju ob Savi priredili velik promocijski koncert z naslovom Razgaljena deklica. Istega leta je ansambel prenehal z delovanjem.
Posebnost te preurejene zasedbe (po letu 2002) je bila, da so se želeli narodnozabavne glasbe lotiti malo drugače. Z interpretacijo so jo želeli približati zabavni glasbi, popu, jazzu in popevkam, vendar brez elektronskih glasbil in bobnov. Trudili so se tudi ustvariti drugačne melodije in besedila, ki bi odstopala od ostalih v tej zvrsti. Tako so se želeli približati čim večji množici poslušalcev, tudi tistim, ki jim narodnozabavna glasba ni blizu.

## Nasledniki
Obstajata dve zasedbi, starejša (kvintet, 1989) in mlajša, ki se je oblikovala po letu 2008 in nosita enako ime.
- Starejšo zasedbo, ki deluje še danes, sestavljajo:[3]
  - Dušan Škerbot - kitara, vokal;
  - Slavko Mesarec - harmonika, klaviature, vokal;
  - Franc Jerič - klarinet, saksafon, vokal;
  - Marjan Toth - bas kitara, bariton, vokal;
  - Marko Prebevšek - trobenta, bobni, vokal;

Nekaj časa sta namesto Jeriča in Prebevška v ansamblu delovala Jože Maguša in Damir Neuvirt. Njihovi bolj poznani skladbi sta Zaigral bom na harmoniko in Sreča.
Leta 2020 je nastal spremenjen sestav s starim članom in ustanoviteljem Ansambla Ajda Dušanom Škerbotom. Člani novega sestava so Dušan Škerbot (kitara, vokal), Renato Kapun (bariton, bas kitara, vokal), Tamara Vandur (harmonika, vokal, nekdaj članica Ansambla Frajerke) in Jasmina Dreier (vokal).
- Leta 2012 se je skupina FrajtonBend preimenovala v Ansambel Ajda. V zasedbi je namreč kot kitaristka in vodja zasedbe sodelovala Nina Cukjati, hči ustanovnega člana ansambla Draga Cukjatija. Na ta način so želeli nadaljevati njegovo delo in tradicijo. Poleg Cukjatijeve so to zasedbo sestavljali še vokalistka Kristina Medvešek, harmonikar Jože Maček in basist Edi Ceferin. Že v prvem letu so posneli prvo avtorsko pesem Soseda Tinka, pozneje pa niso dosegli vidnejšega uspeha in s tem preboja med bolj poznane zasedbe.[4]

## Diskografija
Ansambel Ajda je v času delovanja izdal dva albuma, po enega v vsaki zasedbi:
1. Najlepše je, ko se zaljubiš (1998)
2. Deklica (2007)

## Največje uspešnice
Ansambel Ajda je najbolj poznan po naslednjih skladbah:
- Čez plot
- Deklica
- Iskreno zaljubljena
- Mimi